# Cryptocentrum
Cryptocentrum – rodzaj roślin z rodziny storczykowatych (Orchidaceae). Obejmuje 20 gatunków, które występują w Ameryce Środkowej: w Kostaryce i Panamie oraz w Ameryce Południowej: w Gujanie, Wenezueli, Boliwii, Kolumbii, Ekwadorze oraz Peru. Rośliny rosną w wilgotnych lasach na wysokościach do 2200 m n.p.m., z opadami przekraczającymi 2000 mm rocznie. Sześć gatunków występuje na wysokościach od 2200 m do 2800 m n.p.m.
W 2015 roku wszystkie gatunki z tego rodzaju zostały przeniesione do rodzaju Maxillaria.

## Morfologia
Pseudobulwy elipsoidalne, od 1 do 4 liści na szczycie. Liście twarde i płaskie. Kwiat pojedynczy, nie odwrócony, z okwiatem zielonym do żółtego, pachnący nocą. Pyłkowiny cztery. Zalążnia sześciokątna i gładka. Owocem jest elipsoidalna torebka.

## Systematyka
Rodzaj sklasyfikowany do podplemienia Maxillariinae w plemieniu Cymbidieae z podrodziny epidendronowych (Epidendroideae) w rodzinie storczykowatych (Orchidaceae), rząd szparagowce (Asparagales) w obrębie roślin jednoliściennych.
Wykaz gatunków
- Cryptocentrum beckendorfii Carnevali
- Cryptocentrum caespitosum Carnevali
- Cryptocentrum calcaratum (Schltr.) Schltr.
- Cryptocentrum dodsonii Carnevali
- Cryptocentrum dunstervilleorum Carnevali & G.A.Romero
- Cryptocentrum escobarii Carnevali
- Cryptocentrum flavum Schltr.
- Cryptocentrum gracilipes Schltr.
- Cryptocentrum gracillimum Ames & C.Schweinf.
- Cryptocentrum hirtzii Dodson
- Cryptocentrum inaequisepalum C.Schweinf.
- Cryptocentrum latifolium Schltr.
- Cryptocentrum lehmannii (Rchb.f.) Garay
- Cryptocentrum longipetalum Carnevali
- Cryptocentrum misasii P.Ortiz & Carnevali
- Cryptocentrum pergracile Schltr.
- Cryptocentrum peruvianum (Cogn.) C.Schweinf.
- Cryptocentrum pseudobulbosum C.Schweinf.
- Cryptocentrum roseans (Schltr.) A.D.Hawkes
- Cryptocentrum silverstonei Carnevali
- Cryptocentrum spathaceum Dodson
- Cryptocentrum standleyi Ames